# Малмут, Брюс
Брюс Ма́лмут (англ. Bruce Malmuth; 4 февраля 1934, Нью-Йорк — 29 июня 2005, Лос-Анджелес) — американский режиссёр и актёр второго плана. Известен как режиссёр фильмов «Ночные ястребы» и «Смерти вопреки».

## Биография
Брюс Малмут родился 4 февраля 1934 года в Бруклине. У него есть брат Дэниел. До 1970 года Брюс был женат на Барбаре Малмут, у них есть сын Эван Джеймс.
Во время службы в Армии США Малмут начал снимать документальные фильмы. После демобилизации он работал режиссёром на нью-йоркской радиостанции на трансляциях игр «Нью-Йорк Янкис». Впоследствии Малмут работал режиссёром рекламных роликов. Некоторые его работы в рекламе отмечены наградой Clio Awards. В кино Малмут дебютировал в качестве сорежиссёра Джона Эвилдсена в фильме «Любовная игра» (1975).
В 1981 году Малмут выпустил фильм «Ночные ястребы» со Сильвестром Сталлоне в главной роли. Его фильм «Смерти вопреки» 1990 года со Стивеном Сигалом в главной роли вошёл в список журнала Paste «100 лучших фильмов о боевых искусствах за всю историю», заняв в нём 87 место. Последним фильмом, над которым Малмут работал, был «Смертельный пентатлон: Пятиборье со смертью», вышедший в 1994 году.
Брюс Малмут умер 29 июня 2005 года от рака пищевода в Cedars-Sinai Medical Center в Лос-Анджелесе.

## Фильмография

### Режиссёр
- 1975 — Любовная игра / Foreplay
- 1980 — ABC Afterschool Specials (эпизод «The Heartbreak Winner»)
- 1981 — Ночные ястребы / Nighthawks
- 1983 — Человек, которого не было / The Man Who Wasn’t There
- 1985 — Сумеречная зона / The Twilight Zone (эпизод «The After Hours»)
- 1986 — Где дети? / Where Are the Children?
- 1989 — Красавица и чудовище / Beauty and the Beast (эпизод «Sticks and Stones»)
- 1990 — Смерти вопреки / Hard to Kill
- 1994 — Смертельный пентатлон: Пятиборье со смертью / Pentathlon

### Актёр
- 1983 — Человек, которого не было / The Man Who Wasn’t There — мужчина, сломавший гидрант
- 1984 — Парень-каратист / The Karate Kid — ринг-конферансье
- 1986 — Парень-каратист 2 / The Karate Kid Part II — ринг-конферансье
- 1986 — Где дети? / Where Are the Children? — владелец ресторана
- 1987 — С Новым годом / Happy New Year — лейтенант полиции
- 1989 — Держись за меня / Lean on Me — менеджер
- 1994 — Смертельный пентатлон: Пятиборье со смертью / Pentathlon — Эрхардт

## Рецензии на фильмы
- 'NIGHTHAWKS' WITH SYLVESTER STALLONE
- Nighthawks
- ‘Hard to Kill’
- FILM: 'MAN WHO WASN’T THERE,' 3-D
- The Man Who Wasn't There